# Magnus Huss
Magnus Huss (22 ottobre 1807 – Stoccolma, 22 aprile 1890) è stato un medico svedese.
Fu il primo a riconoscere l'alcolismo come una malattia.

## Biografia
Huss studiò medicina a Uppsala laureandosi nel 1835. Inizialmente lavorò come assistente chirurgo. Dal 1840 fu professore associato e nel 1846 professore a tempo pieno presso il Istituto Karolinska, nei pressi di Stoccolma. Fu membro dell'Accademia delle Scienze danese. Huss era un massone e nel 1854 fu nominato cavaliere dell'Ordine di Carlo XIII